# Subdivisión baricéntrica

Iteraciones desde la 1ª a la 4ª subdivisión baricéntrica de 2-símplices

En matemáticas, la subdivisión baricéntrica es una forma estándar de subdividir un símplex determinado en otros más pequeños. Su extensión a complejos simpliciales es un método canónico para refinarlos. Por lo tanto, la subdivisión baricéntrica es una herramienta importante en topología algebraica.

## Motivación
La subdivisión baricéntrica es una operación sobre complejos simpliciales. En topología algebraica a veces es útil reemplazar los espacios originales por complejos simpliciales mediante triangulaciones: la sustitución permite asignar invariantes combinatorios como la característica de Euler a los espacios. Se puede preguntar si existe una forma análoga de reemplazar las funciones continuas definidas en los espacios topológicos por funciones que sean lineales en los símplices y que sean homotópicas a las aplicaciones originales (véase también aproximación simplicial). En general, tal asignación requiere un refinamiento del complejo dado, es decir, se reemplazan los símplices más grandes por una unión de símplices más pequeños. Una forma estándar de efectuar tal refinamiento es la subdivisión baricéntrica. Además, la subdivisión baricéntrica induce aplicaciones en grupos de homología y es útil para cuestiones computacionales (véase Escisión y Secuencia de Mayer-Vietoris).

## Definición

### Subdivisión de complejos simpliciales
Sea {\displaystyle {\mathcal {S}}\subset \mathbb {R} ^{n}} un complejo geométrico simplicial. Se dice que un complejo {\displaystyle {\mathcal {S'}}} es una subdivisión de {\displaystyle {\mathcal {S}}} si
- Cada símplex de {\displaystyle {\mathcal {S'}}} está contenido en un símplex de {\displaystyle {\mathcal {S}}}
- Cada símplex de {\displaystyle {\mathcal {S}}} es una unión finita de símplex de {\displaystyle {\mathcal {S'}}}

Estas condiciones implican que {\displaystyle {\mathcal {S}}} y {\displaystyle {\mathcal {S'}}} son iguales como conjuntos y como espacios topológicos, y solo cambia su estructura simplicial.

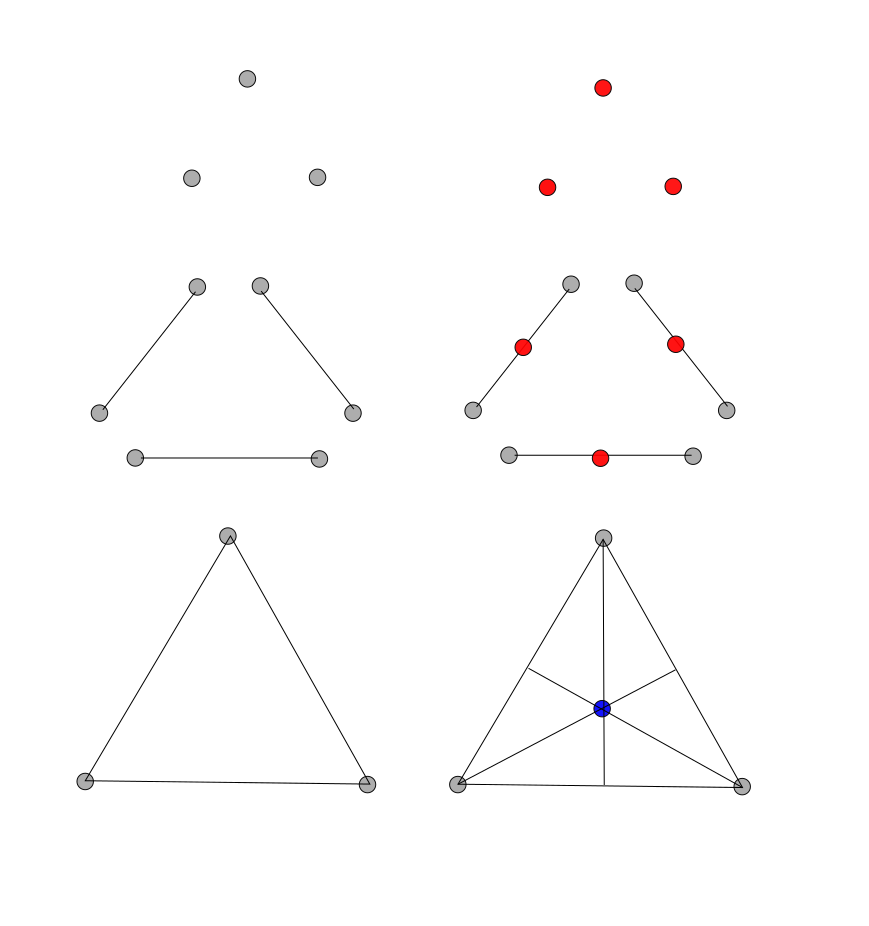
Subdivisión baricéntrica de un 2-símplex. Los puntos coloreados agregados a la derecha son los baricentros de los símplex de la izquierda

### Subdivisión baricéntrica de un símplex
Para un símplex {\displaystyle \Delta } abarcado por {\displaystyle p_{0},...,p_{n}} puntos, el baricentro se define como el punto {\displaystyle b_{\Delta }={\frac {1}{n+1}}(p_{0}+p_{1}+...+p_{n})}. Para definir la subdivisión, se considera un símplex como un complejo simplicial que contiene solo un símplex de dimensión máxima, es decir, el símplex mismo. La subdivisión baricéntrica de un símplex se puede definir inductivamente por su dimensión.
Para puntos, es decir, símplices de dimensión 0, la subdivisión baricéntrica se define como el punto mismo.
Supóngase entonces para un símplex {\displaystyle \Delta } de dimensión {\displaystyle n} que sus {\displaystyle \Delta _{i}} caras de dimensión {\displaystyle n-1} ya están divididas. Por lo tanto, existen {\displaystyle \Delta _{i,1},\;\Delta _{i,2}...,\Delta _{i,n!}} símplices que cubren {\displaystyle \Delta _{i}}. La subdivisión baricéntrica se define entonces como el complejo simplicial geométrico cuyos símplices máximos de dimensión {\displaystyle n} son cada uno de ellos envolventes convexas de {\displaystyle \Delta _{i,j}\cup b_{\Delta }} para un par {\displaystyle i,j} tal que algún {\displaystyle i\in {0,...,n},\;j\in {1,...,n!}}, por lo que habrá {\displaystyle (n+1)!} símplices que recubran {\displaystyle \Delta }.
Se puede generalizar la subdivisión para complejos simpliciales cuyos símplices no están todos contenidos en un único símplex de dimensión máxima, es decir, complejos simpliciales que no corresponden geométricamente a un símplex. Esto se puede hacer realizando los pasos descritos anteriormente simultáneamente para cada símplex de dimensión máxima. La inducción se basará entonces en el {\displaystyle n}-ésimo esqueleto del complejo simplicial. El procedimiento permite efectuar la subdivisión más de una vez.

### Subdivisión baricéntrica de un politopo convexo

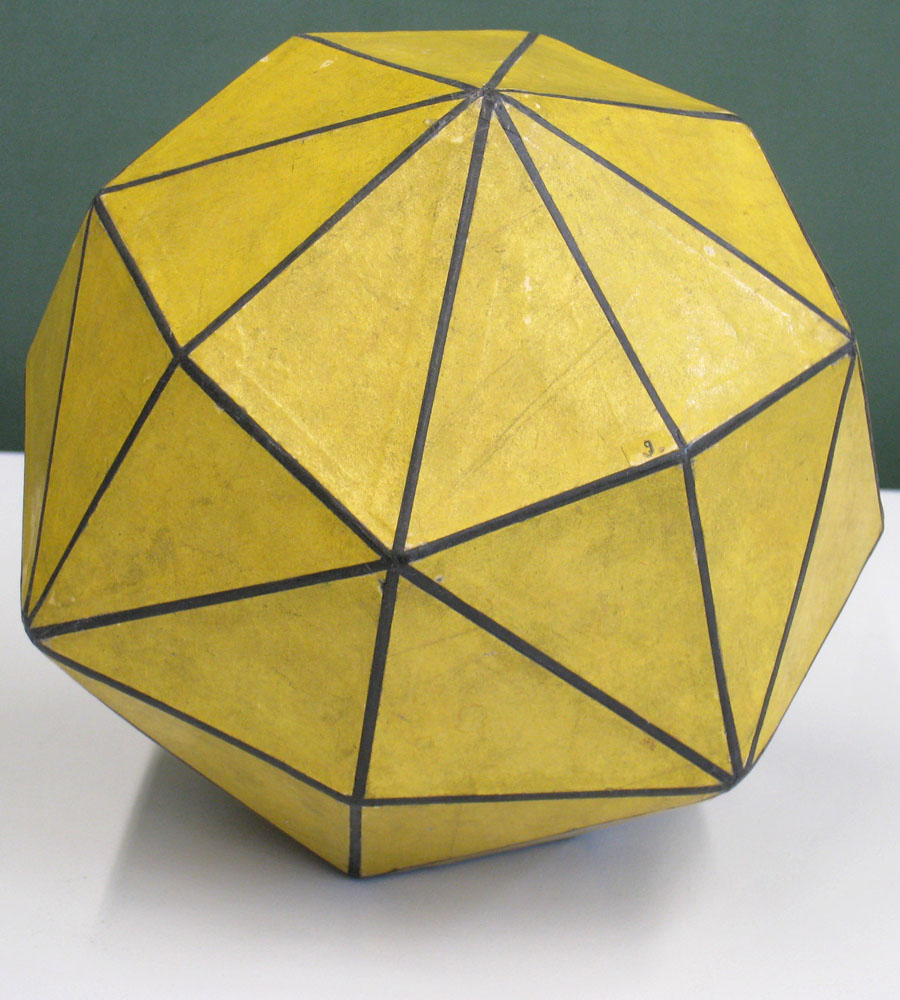
El hexaquisoctaedro, la subdivisión baricéntrica de un cubo

La operación de subdivisión baricéntrica se puede aplicar a cualquier politopo convexo de cualquier dimensión, produciendo otro politopo convexo de la misma dimensión. En esta versión de subdivisión baricéntrica, no es necesario que el politopo forme un complejo simplicial: puede tener caras que no sean simples. Este es el dual operation a omnitruncamiento. Los vértices de la subdivisión baricéntrica corresponden a las caras de todas las dimensiones del politopo original. Dos vértices son adyacentes en la subdivisión baricéntrica cuando corresponden a dos caras de diferentes dimensiones con la cara de dimensiones inferiores incluida en la cara de dimensiones superiores. Las facetas de la subdivisión baricéntrica son símplices, correspondientes a las banderas del politopo original.
Por ejemplo, la subdivisión baricéntrica de un cubo, o de un octaedro, es el hexaquisoctaedro. Los vértices de grado 6, grado 4 y grado 8 del disdiaquis dodecaedro corresponden a los vértices, aristas y facetas cuadradas del cubo, respectivamente.

## Propiedades

### Malla
Sea {\displaystyle \Delta \subset \mathbb {R} ^{n}} un símplex y defínase {\displaystyle \operatorname {diam} (\Delta )=\operatorname {max} {\Bigl \{}\|a-b\|_{\mathbb {R} ^{n}}\;{\Big |}\;a,b\in \Delta {\Bigr \}}}. Una forma de medir la malla de un complejo geométrico simplicial es tomar el diámetro máximo de los símplices contenidos en el complejo. Sea {\displaystyle \Delta '} un símplex {\displaystyle n} dimensional que proviene del recubrimiento de {\displaystyle \Delta } obtenido por la subdivisión baricéntrica. Entonces, se cumple la siguiente estimación:
{\displaystyle \operatorname {diam} (\Delta ')\leq \left({\frac {n}{n+1}}\right)\;\operatorname {diam} (\Delta )}. Por lo tanto, aplicando la subdivisión baricéntrica con suficiente frecuencia, la arista más grande puede hacerse tan pequeño como se desee.

### Homología
Para algunas declaraciones en teoría de la homología, se desea reemplazar los complejos simpliciales por una subdivisión. En el nivel de grupos de homología simpliciales, se requiere una aplicación desde el grupo de homología del complejo simplicial original hasta los grupos del complejo subdividido. De hecho, se puede demostrar que para cualquier subdivisión {\displaystyle {\mathcal {K'}}} de un complejo simplicial finito {\displaystyle {\mathcal {K}}} existe una secuencia única de aplicaciones entre los grupos de homología {\displaystyle \lambda _{n}:C_{n}({\mathcal {K}})\rightarrow C_{n}({\mathcal {K'}})}, de modo que para cada {\displaystyle \Delta } en {\displaystyle {\mathcal {K}}} las aplicaciones cumplan que {\displaystyle \lambda (\Delta )\subset \Delta } y de modo que las aplicaciones induzcan endomorfismos de complejos de cadena. Además, el mapa inducido es un isomorfismo: la subdivisión no cambia la homología del complejo.
Para calcular los grupos de homología singulares de un espacio topológico {\displaystyle X}, se consideran funciones continuas {\displaystyle \sigma :\Delta ^{n}\rightarrow X} donde {\displaystyle \Delta ^{n}} denota el símplex-estándar-{\displaystyle n}-dimensional. De manera análoga a la descrita para los grupos de homología simplicial, la subdivisión baricéntrica puede interpretarse como un endomorfismo de complejos de cadenas singulares. Aquí nuevamente, existe un operador de subdivisión {\displaystyle \lambda _{n}:C_{n}(X)\rightarrow C_{n}(X)} que envía una cadena {\displaystyle \sigma :\Delta \rightarrow X} a una combinación lineal {\displaystyle \sum \varepsilon _{B_{\Delta }}\sigma \vert _{B_{\Delta }}} donde la suma recorre todos los {\displaystyle B_{\Delta }} símplices que aparecen en la cobertura de {\displaystyle \Delta } por subdivisión baricéntrica, y {\displaystyle \varepsilon _{B_{\Delta }}\in \{1,-1\}} para todos esos {\displaystyle B_{\Delta }}. Esta aplicación también induce un automorfismo de complejos de cadenas.

## Aplicaciones
La subdivisión baricéntrica se puede aplicar a complejos simpliciales completos como en el teorema de aproximación simplicial o se puede utilizar para subdividir símplices geométricos. Por lo tanto, es crucial para declaraciones en la teoría de la homología singular (véase Escisión y Secuencia de Mayer-Vietoris).

### Aproximación simplicial
Sean {\displaystyle {\mathcal {K}}}, {\displaystyle {\mathcal {L}}} complejos simpliciales abstractos anteriores a los conjuntos {\displaystyle V_{K}}, {\displaystyle V_{L}}. Una aplicación simplicial es una función {\displaystyle f:V_{K}\rightarrow V_{L}} que asigna cada símplex en {\displaystyle {\mathcal {K}}} a un símplex en {\displaystyle {\mathcal {L}}}. Por extensión lineal afín en los símplices, {\displaystyle f} induce una corrrespondencia entre las realizaciones geométricas de los complejos. Cada punto de un complejo geométrico se encuentra en el interior de exactamente un símplex, su soporte. Considérese ahora una aplicación continua {\displaystyle f:{\mathcal {K}}\rightarrow {\mathcal {L}}}". Se dice que una aplicación simplicial {\displaystyle g:{\mathcal {K}}\rightarrow {\mathcal {L}}} es una aproximación simplicial de {\displaystyle f} si y solo si cada {\displaystyle x\in {\mathcal {K}}} está asignado por {\displaystyle g} al soporte de {\displaystyle f(x)} en {\displaystyle {\mathcal {L}}}. Si existe tal aproximación, se puede construir una homotopía {\displaystyle H} transformando {\displaystyle f} en {\displaystyle g} definiéndola en cada símplex, donde siempre existe, porque los símplices son contráctiles.
El teorema de aproximación simplicial garantiza para cada función continua {\displaystyle f:V_{K}\rightarrow V_{L}} la existencia de una aproximación simplicial al menos después del refinamiento de {\displaystyle {\mathcal {K}}}, por ejemplo reemplazando {\displaystyle {\mathcal {K}}} por su subdivisión baricéntrica iterada. El teorema juega un papel importante para ciertos enunciados en topología algebraica con el fin de reducir el comportamiento de aplicaciones continuas en algunas aplicaciones simpliciales, como por ejemplo en el teorema del punto fijo de Lefschetz.

#### Teorema del punto fijo de Lefschetz
El número de Lefschetz es una herramienta útil para determinar si una función continua admite puntos fijos. Estos datos se calculan de la siguiente manera: supóngase que {\displaystyle X} y {\displaystyle Y} son espacios topológicos que admiten triangulaciones finitas. Una aplicación continua {\displaystyle f:X\rightarrow Y} induce homomorfismos {\displaystyle f_{i}:H_{i}(X,K)\rightarrow H_{i}(Y,K)} entre sus grupos de homología simplicial con coeficientes en un campo {\displaystyle K}; aplicaciones lineales entre {\displaystyle K} espacios vectoriales, por lo que se puede determinar su traza {\displaystyle tr_{i}}. Su suma alterna
{\displaystyle L_{K}(f)=\sum _{i}(-1)^{i}tr_{i}(f)\in K}
se llama número de Lefschetz de {\displaystyle f}. Si es {\displaystyle f=id}, este número es la característica de Euler de {\displaystyle K}. El teorema del punto fijo establece que siempre que {\displaystyle L_{K}(f)\neq 0}, {\displaystyle f} tiene un punto fijo. En la demostración, esto se comprueba primero solo para aplicaciones simpliciales y luego se generaliza para cualquier función continua mediante el teorema de aproximación.
Ahora bien, el teorema del punto fijo de Brouwer es un caso especial de este enunciado. Sea {\displaystyle f:\mathbb {D} ^{n}\rightarrow \mathbb {D} ^{n}} un endomorfismo de la bola unitaria. Para {\displaystyle k\geq 1} todos sus grupos de homología {\displaystyle H_{k}(\mathbb {D} ^{n})} desaparecen, y {\displaystyle f_{0}} es siempre la identidad, por lo que {\displaystyle L_{K}(f)=tr_{0}(f)=1\neq 0}, y además {\displaystyle f} tiene un punto fijo.

### Secuencia de Mayer-Vietoris
La secuencia de Mayer-Vietoris se utiliza a menudo para calcular grupos de homología singulares y da lugar a argumentos inductivos en topología. La declaración relacionada se puede formular de la siguiente manera:
Sea {\displaystyle X=A\cup B} un recubrimiento abierto del espacio topológico {\displaystyle X}.
Existe una secuencia exacta
{\displaystyle \cdots \to H_{n+1}(X)\,{\xrightarrow {\partial _{*}}}\,H_{n}(A\cap B)\,{\xrightarrow {(i_{*},j_{*})}}\,H_{n}(A)\oplus H_{n}(B)\,{\xrightarrow {k_{*}-l_{*}}}\,H_{n}(X)\,{\xrightarrow {\partial _{*}}}\,H_{n-1}(A\cap B)\to \cdots }
{\displaystyle \qquad \qquad \qquad \qquad \qquad \qquad \qquad \qquad \qquad \qquad \qquad \qquad \cdots \to H_{0}(A)\oplus H_{0}(B)\,{\xrightarrow {k_{*}-l_{*}}}\,H_{0}(X)\to 0.}
donde se consideran grupos de homología singulares, {\displaystyle i:A\cap B\hookrightarrow A,\;j:A\cap B\hookrightarrow B,\;k:A\hookrightarrow X,\;l:B\hookrightarrow X} que son incrustaciones; y {\displaystyle \oplus } denota la suma directa de grupos abelianos.
Para la construcción de grupos de homología singulares se consideran aplicaciones continuas definidas en el símplex estándar {\displaystyle \sigma :\Delta \rightarrow X}. Un obstáculo en la demostración del teorema son las aplicaciones {\displaystyle \sigma } tales que su imagen no está contenida en {\displaystyle A} ni en {\displaystyle B}. Esto se puede solucionar usando el operador de subdivisión: al considerar las imágenes de tales plicaciones como la suma de imágenes de símplices más pequeños, que se encuentran en {\displaystyle A} o {\displaystyle B}, se puede demostrar que la inclusión {\displaystyle C_{n}(A)\oplus C_{n}(B)\hookrightarrow C_{n}(X)} induce un isomorfismo en la homología que es necesario para comparar los grupos de homología.

### Escisión
La escisión se puede utilizar para determinar grupos de homología relativa. Permite en ciertos casos olvidarse de subconjuntos de espacios topológicos para sus grupos de homología, y por lo tanto, simplifica su cálculo:
Sea {\displaystyle X} un espacio topológico y {\displaystyle Z\subset A\subset X} sean subconjuntos, donde {\displaystyle Z} está cerrado de modo que {\displaystyle Z\subset A^{\circ }}. Entonces la inclusión {\displaystyle i:(X\setminus Z,A\setminus Z)\hookrightarrow (X,A)} induce un isomorfismo {\displaystyle H_{k}(X\setminus Z,A\setminus Z)\rightarrow H_{k}(X,A)} para todo {\displaystyle k\geq 0.}
Nuevamente, en homología singular, las aplicaciones {\displaystyle \sigma :\Delta \rightarrow X} pueden aparecer de manera que su imagen no forma parte de los subconjuntos mencionados en el teorema. De manera análoga, pueden entenderse como una suma de imágenes de símplices más pequeños, obtenidas por la subdivisión baricéntrica.